# Jimmy Kirunda
Jimmy Kirunda   (Uganda, 1950 - Kampala, 25 de maig de 2020) fou un futbolista ugandès de la dècada de 1970.
Fou internacional amb la selecció de futbol d'Uganda.
Pel que fa a clubs, destacà a Kampala City Council FC.
Fou seleccionador nacional entre 1989 i 1996. També entrenà a SC Villa, Bell FC, Kampala City Council FC, Buikwe Red Stars i Cooperative FC.